# Pelargonium stipulaceum
Pelargonium stipulaceum är en näveväxtart. Pelargonium stipulaceum ingår i släktet pelargoner, och familjen näveväxter.

## Underarter
Arten delas in i följande underarter:
- P. s. ovatostipulatum
- P. s. stipulaceum